# Муруа, Мартин де
Мартин де Муруа (исп. Martín de Murúa, 1525?, Гипускоа или Герника в Бискайя — 1618?, Испания) — испанский священнослужитель и миссионер, монах ордена мерседариев, служивший в Перу. Архидиакон и настоятель монастыря в Уата. Известен своей исторической хроникой Historia general del Piru, написанной между 1580—1616 гг. По национальности — баск.

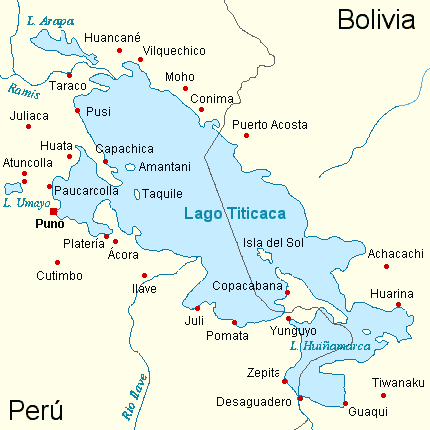
Окрестности озера Титикака

## Биография
Об обстоятельствах его жизни почти ничего не известно. Служил странствующим миссионером в вице-королевстве Перу, окормляя обширную территорию, включающую Куско и окрестности озера Титикака. По-видимому, миссионерская деятельность и общение с учёными индейцами, побудили его заинтересоваться доиспанским прошлым Перу, результатом чего и явилась его хроника.

## «Всеобщая история Перу»
Трактат Муруа существует в двух рукописных вариантах, первый из которых носит название «Galvin Murúa» (или «Loyola Murúa»), вторая «Getty Murúa». Вторая рукопись долгое время пребывала в частных коллекциях, позднее была приобретена Исследовательским институтом Гетти в Лос-Анджелесе.
Исследования текста показали, что первоначальный вариант рукописи Муруа был создан индейскими писцами и осведомителями, одним из которых был Пома де Айяла. В XIX в. рукопись «Galvin Murúa» находилась в библиотеке иезуитской коллегии в Алькала-де-Энарес. Между 1880 и 1900 гг. рукопись была перевезена во Францию, а в 1950 г. была куплена семьей Гэлвина, и хранилась в Ирландии.
Хроника была окончательно закончена в Испании, и прошла цензуру инквизиции, но не невыясненным причинам не была опубликована в XVII в. Эта рукопись в 1983 г. была приобретена музеем Гетти.
Обе рукописи иллюстрированы, причём рукопись Гэлвина сохранила больше изображений. Текст был разделён на три книги. Первая включала 92 главы, вторая — 40 глав, третья — 31 главу.

## Муруа и Пома де Айяла
Чрезвычайно спорным вопросом является взаимодействие Муруа и индейского хрониста Гуаман Пома де Айялы. Исследование текста в 1967 г., выполненное Кондарко Моралес, привело к категорическому выводу: хроника Пома де Айяла вторична по отношению к работе Муруа. Исследование фонда Гетти в 2007—2008 гг. подтвердило совместную работу миссионера и его индейского осведомителям. Пома де Айяла начал работу над рукописью около 1600 г., в первую очередь как иллюстратор. По сохранившимся в итальянских архивах документах (рисунок конкистадора Франсиско Чавеса, пишущего письмо королю, прилагаемого к Письму лиценциата Боан Графу де Лемос, 1610 г., хранящееся в Archivio di Stato di Napoli Segretaria dei Viceré Scritture Diverse), также считается вероятным, что автор рисунков и для хроники Пома де Айялы и для хроники Муруа — это иезуит Гонсало Руис из окружения Бласа Валера. В вышеуказанном письме на рисунке оставлена анаграмма его имени «granizo o luz». И по технике исполнения и по содержанию, можно утверждать о явном родстве этого рисунка и рисунков к хроникам Муруа и Айала. Символы токапу из книги Бласа Валеры, встречающиеся также и в книгах Мартина де Муруа и Гуамана Помы, и на сосудах керо не всегда идентичны между собой, но заметна одинаковость стиля на рисунках в прорисовке человечков, то есть если имелась подделка не только в тексте документов Миччинелли, но и в рисунках, то выполнено это очень мастерски — стилизовано вплоть до деталей, характерных для изображений на сосудах керо инкской эпохи.
В хронике Пома де Айяла имеются прямые нападки на Муруа, в частности, иллюстрация, на которой миссионер избивает ткачиху. Однако хроника Пома де Айяла более информативна, и включает больше сведений по доиспанской истории Перу. Обе хроники должны считаться самостоятельными произведениями.